# Karol Martel Andegaweński
Karol Martel Andegaweński, fr. Charles d'Anjou, wł. Carlo Martello d'Angiò, węg. Anjou Martell Károly (ur. 1271, zm. 12 sierpnia 1295) – członek bocznej linii dynastii Kapetyngów, najstarszy syn króla Neapolu Karola II Andegaweńskiego i Marii Węgierskiej. Urodził się we wrześniu, ewentualnie pod koniec sierpnia, 1271 roku.

## Życiorys
Po bezpotomnej śmierci swego wuja króla Węgier – Władysława IV, zgłosił swe pretensje do tronu w Budzie. W latach 1290–1295 tytularny król Węgier.

## Małżeństwo i potomkowie
8 lutego 1281 roku Karol poślubił Klemencję Habsburżankę, córkę króla Niemiec – Rudolfa I. Z tego związku doczekał się trójki dzieci:
1. Karol I Robert (ur. 1288, zm. 16 lipca 1342), król Węgier[1],
2. Beatrycze (ur. marzec lub kwiecień 1290, zm. 1343), żona Jana II – delfina Viennois[3],
3. Klemencja (ur. 7 lutego 1293, zm. 13 października 1328), druga żona Ludwika X Kłótliwego – króla Francji i Nawarry[3].